# Thomas Andrews (hajóépítész)
Thomas Andrews, Jr., az Andrews család krónikáiban dunallani Thomas Andrews (Comber, 1873. február 7 – Atlanti-óceán, 1912. április 15-én), a belfasti Harland és Wolff hajógyár rajzoló- és tervezőrészlegének ügyvezetője és a cég vezérigazgatója. Andrews volt a White Star Line hajótársaság tulajdonában lévő Olympic és Titanic tervezésének felügyelője és a hajók konstruktőre. A Titanic fedélzetén volt, amikor az 1912. április 14-én jéghegynek ütközött. Ő az egyike a tragédiában elhunyt 1503 embernek.

## Életrajza

### Családi háttere

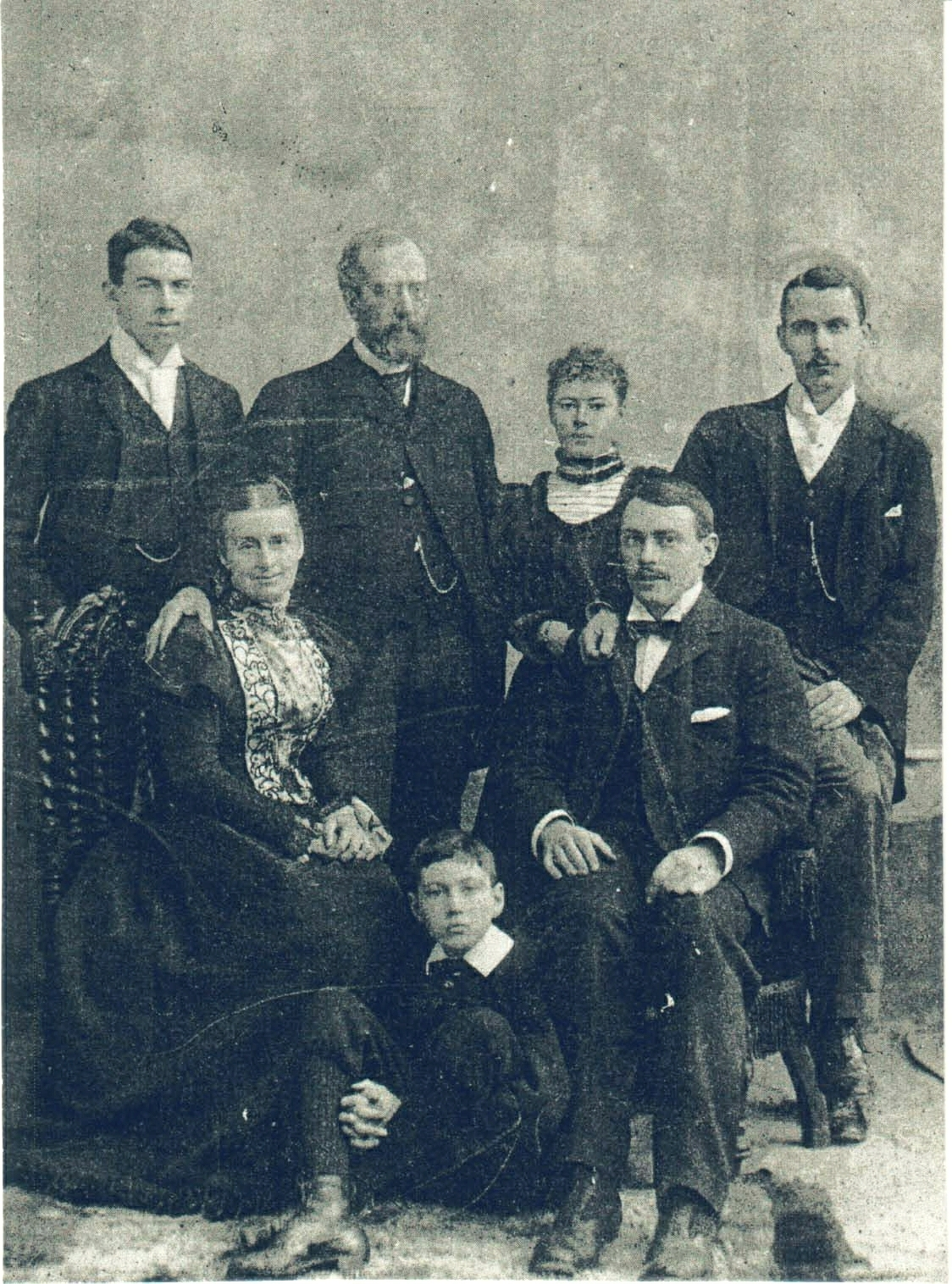
Thomas Andrews (a második jobbról) és családja 1895 körül, beleértve John Miller Andrewst is, Írország miniszterelnökét 1940 és 1943 között.

Az Andrews család hat generációja kiemelkedően fontos szerepet játszott Comber életében; egy gazdag történelmi településében, amely Észak-Írországban fekszik, a Belfast és Downpatrick közötti útszakaszon. Az 1779-82-es eseménydús időkben John Andrews önkéntesek egy csapatát irányította, amiben legfiatalabb fia, James, hadnagyként szolgált. Később egy másik John Andrews vezető seriff volt County Downban az 1850-es években, és ő volt a John Andrews & Co. megalapítója is. Ez a vállalat a Titanic építése idején már 600 embert foglalkoztatott. William Drennan Andrews 1882-től bíró volt az akkori ír Legfelsőbb Bíróságon, és tiszteletbeli tanácstag volt. Testvére, Thomas Andrews, az Ulster Liberális Szakszervezet elnöke, a Belfast és County Down Vasúttársaság vezérigazgatója, tiszteletbeli tanácstag, County Down megbízott hadnagya és rendőrparancsnoka és a County Down Tanács igazgatója volt. Két további testvérük, James és John, bírók voltak. 1870-ben Thomas Andews összeházasodott Eliza Pirrieval, Lord William James Pirrie húgával, aki maga későbbi Belfast főpolgármestere lett.
Idősebb testvére, John Miller Andrews, 1871-ben született, fiatalabb testvére, William, 1886-ban született. John később Észak-Írország miniszterelnöke (1940 és 1943 között), William a John Andrews & Co., Ltd. vezetője lett, apja irányítása alatt. Harmadik testvére, James, aki 1877-ben született, átvette nagybátyja foglalkozását, és ügyvéd lett. Egyetlen lánytestvére, Eliza Montgomery, 1906-ban házasodott össze Lawrence Arthurral.

### Gyermekkora és ifjonti évei
Thomas Andrews Észak-Írországban, 1873. február 7-én született az Andara házban Comberban, egy történelmi és gazdag faluban, Belfasttól nem messze, Thomas Andrews, Sr. és Eliza Pirrie második gyermekeként. Apja után nevezték el a családi krónikákban dunallani Thomas Andrews néven szerepel. Ismerősei Thomast egészséges, energikus és csinos fiúnak jellemezték, aki egy jóképű, bátor és szeretetreméltó fiúvá vált. Mint a későbbi John Miller Andrews ír miniszterelnök fivére, gyermekkorát szülővárosában töltötte. 1884-ben Andrews a Royal Belfast Academical Institution tanulójává vált, ahová 1889-ig járt. Ezután, 16 évesen jutalomból tanulmányokat folytatott a Harland és Wolffnál, ahol a nagybátyja, William James Pirrie, résztulajdonos volt.

#### Házassága
Feleségével, Helen Reilly Barbourral, 1908. június 24-én házasodott össze, Elizabeth Law Barber Andrews, egyetlen közös gyermekük, 1910-ben született.

## Munkássága

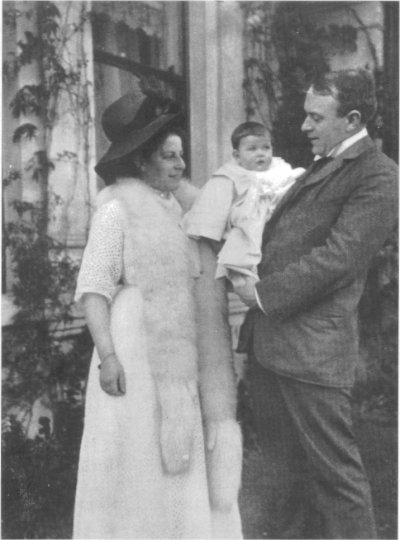
Thomas Andrews felesége, Helen Reilly Barbour, és lányuk, Elizabeth Law Barber Andrews társaságában.

A Harland and Wolffnál 3 hónapig az asztalosműhelyben dolgozott, utána 1 hónapot a műbútorasztalosnál és csak ezek után kezdett dolgozni hajókkal, 2 hónapon keresztül. Az ötéves tanulmányi idejének utolsó 18 hónapjában a tervezőirodában tevékenykedett. 1901-ben, miután számos részlegnél már dolgozott, az építési munkák vezetőjévé léptették elő. Még ebben az évben a Royal Institution of Naval Architects tagja lett. 1907-ben kinevezték a tervezőrészleg ügyvezető igazgatójává és irányítójává a Harland és Wolff hajógyárban.
1892 novemberében a tervezőirodában folytatta pályafutását, és 1893 februárjában a Mystic nevű hajó gyártási munkáinak felügyelőjévé nevezték ki, és ezen év novemberében részt vett a White Star Line Gothicjának próbáin, és 1884 májusában a kikötő vezetőjének segített megvizsgálni a Lycia hajót. Még 1884 novemberében tárgyalt a kikötővezetővel és a hajógyár igazgatójával a híres gőzös, az akkor már 25 éves Germanic felújításáról, amely még mindig alkalmas volt az Atlanti-óceánon járatok üzemeltetésére, és amely számos rekordot állított fel. 1896 és 1900 között Andrews több jelentős megbízást hajtott végre. Meghosszabbította a Scot és az Augusta Victoria hajókat, felújította a Chinat és a Parist.

### Általa tervezett hajók
1893-ban a Myctic gyártási munkáinak vezetésével bízták meg. Andrewsnak a Cedric, a Nieuw Amsterdam, a Baltic, az Adriatic, az Oceanic, az Amerika, a President Lincoln és President Grant, a Rotterdam és a Lapland tervezésébe és gyártásába is beleszólása volt.

#### RMS Titanic
Még 1907-ben Andrews a White Star Line számára egy új óceánjáró, az RMS Olympic tervezési munkálatait kezdte el felügyelni. Az RMS Olympicot és testvérhajóját, az RMS Titanicot (amelynek gyártása 1909-ben kezdődött el) William Pirrie tervezte, a tervezési munkálatok vezetője Andrews és Alexander Carlisle voltak. Mint más munkáinál is, Thomas Andrews a készítendő hajók minden részletével megismerkedett és alaposan tanulmányozta azokat. A 36-os számú luxuskabinban kapott szállást. A jégheggyel való híres ütközést követő percekben gyors megbeszélést folytatott a többi vezető hajótiszttel a parancsnoki hídon, majd kiszámította, hogy legfeljebb egy óra múlva elsüllyed a hajó. Ezt követően a fedélzeteket járta, biztatva az embereket a hajó elhagyására. Halálának körülményeiről rengeteg történet kering, egy szobapincér utoljára a kabinjában látta.

## Hagyatéka
Szegény Mr. Andrews jött velem szembe és mindent leolvastam az arcáról amit tudni akartam. Bátor ember volt. Mr. Andrews úgy találkozott a végzetével mint egy igazi hős; megértve a valós veszélyt, feláldozta saját életét hogy megmentsen egy nőt és a gyermekét. Nehezen találnak majd valakit a helyettesítésére. 
Az újságok Andrewst hősnek titulálták. Shan Bullock nem sokkal a katasztrófa után Sir Horace Plunkett, az ír parlament egyik tagjának megbízásából egy rövid életrajzot írt Andrewsról. Plunkett úgy gondolta, egy ilyen eseménydús életet meg kell örökíteni az utókor számára. Szülővárosában, Comberban épült fel az egyik első Titanic emlékmű, amit az áldozatoknak szenteltek, és itt áll ma a Thomas Andrews Jr. Emlékház, amelyet 1914-ben nyitottak meg. Az épületet a Young és McKenzie tervezte, ma egy általános iskola, a The Andrews Memorial Primary School.

## Karaktere filmeken
Andrews-t többnyire megjelenítik a Titanic elsüllyedéséről szóló filmekben. Ez alól kivétel az 1943-as, az 1953-as és az 1996-os Titanic tv-film-változatok. Legismertebb megszemélyesítője Victor Garber, aki az 1997-ben bemutatott és James Cameron által rendezett Titanic mozifilmben öltötte magára a hajókonstruktőr szerepét.
Az 1979-es S.O.S. Titanicban Geoffrey Whitehead látható ebben a szerepben, míg a Walter Lord könyvére épülő, 1958-as A Titanic éjszakájában Michael Goodliffe.